# Natação artística no Campeonato Europeu de Esportes Aquáticos de 2022 - Rotina técnica solo feminino
A prova da rotina técnica solo feminino da natação artística no Campeonato Europeu de Esportes Aquáticos de 2022 ocorreu no dia 12 de agosto no Foro Italico, em Roma na Itália. 

## Calendário
| Fase  | Data         | Hora  |
| ----- | ------------ | ----- |
| Final | 12 de agosto | 15:00 |

Todos os horários estão no horário local (UTC+1)

## Medalhistas
| Ouro                | Prata               | Bronze                   |
| Marta Fiedina (UKR) | Linda Cerruti (ITA) | Vasiliki Alexandri (AUT) |

## Resultado final
Esse foi o resultado da final.
| Pos.              | Nadadora             | Nacionalidade | Pontos  |
| ----------------- | -------------------- | ------------- | ------- |
| Medalha de ouro   | Marta Fiedina        | Ucrânia       | 92.6394 |
| Medalha de prata  | Linda Cerruti        | Itália        | 90.8839 |
| Medalha de bronze | Vasiliki Alexandri   | Áustria       | 90.0156 |
| 4                 | Evangelia Platanioti | Grécia        | 89.9965 |
| 5                 | Kate Shortman        | Reino Unido   | 85.0690 |
| 6                 | Oriane Jaillardon    | França        | 84.6909 |
| 7                 | Marlene Bojer        | Alemanha      | 81.9748 |
| 8                 | Ilona Fahrni         | Suíça         | 80.3979 |
| 9                 | Jasmine Verbena      | San Marino    | 80.2443 |
| 10                | Karolína Klusková    | Chéquia       | 76.4867 |
| 11                | Viktória Reichová    | Eslováquia    | 75.4606 |
| 12                | Aleksandra Atanasova | Bulgária      | 74.9366 |
| 13                | Sude Dicle           | Turquia       | 72.2716 |
| 14                | Leila Olivia Marxer  | Liechtenstein | 70.0434 |
| 15                | Klara Šilobodec      | Croácia       | 69.8420 |
| 16                | Ana Culic            | Malta         | 69.1990 |
| 17                | Jelena Kontić        | Sérvia        | 68.1781 |
| 18                | Clara Ternström      | Suécia        | 67.1984 |
| 19                | Nika Seljak          | Eslovênia     | 66.8590 |
| 20                | Pinja Kekki          | Finlândia     | 66.1937 |